# Milvus
Milvus és un gènere d'ocells rapinyaires de la família dels accipítrids (Accipitridae). Viuen en hàbitats molt variats, incloent-hi zones humanitzades, al Vell Món, fins a Austràlia i Melanèsia. Als Països Catalans es poden trobar dues de les tres espècies reconegudes.

## Llistat d'espècies
Segons la Classificació del Congrés Ornitològic Internacional (versió 12.2, juliol 2022) aquest gènere està format per tres espècies:
- Milà negre (Milvus migrans).
- Milà reial (Milvus milvus).
- Milvus aegyptius.